# 小行星9047
小行星9047（英語：9047）是一颗围绕太阳公转的小行星。1991年8月30日，罗伯特·H·麦克诺特在赛丁泉山发现了此天体。
这颗小行星的绝对星等为316.5543075719606等。